# Parey-Saint-Césaire
Parey-Saint-Césaire település Franciaországban, Meurthe-et-Moselle megyében. Lakosainak száma 245 fő (2022. január 1.). Parey-Saint-Césaire Goviller, Hammeville, Houdelmont, Houdreville, Thélod és Vitrey községekkel határos.

## Népesség
A település népességének változása:
| Lakosok száma | 220  | 221  | 197  | 225  | 228  | 240  | 243  | 240  | 239  | 245  |
|               | 1968 | 1982 | 1990 | 2006 | 2013 | 2015 | 2017 | 2019 | 2020 | 2022 |